# Lewis Toshney
Lewis Toshney (Dundee, 26 aprile 1992) è un calciatore scozzese, difensore del Dundee North End.

## Carriera

### Club
Ha giocato nella prima divisione scozzese.

### Nazionale
Ha esordito con la nazionale Under-21 nel 2012. Ha partecipato anche alle qualificazioni agli europei di categoria del 2015 segnando una rete.

## Palmarès

### Competizioni nazionali
- Campionato scozzese: 1

Celtic: 2013-2014
- Scottish Challenge Cup: 1

Dundee United: 2016-2017